# Костенюк, Александра Константиновна
Алекса́ндра Константи́новна Костеню́к (род. 23 апреля 1984[…], Пермь[…]) — российская и швейцарская шахматистка. 12-я чемпионка мира (2008—2010), двукратная чемпионка России (2005, 2016), чемпионка Европы (2004), чемпионка Швейцарии среди женщин (2011—2015) и мужчин (2013). Победитель 1-го Кубка мира среди женщин (2021). Чемпионка мира по шахматам Фишера (2006, 2008).
Чемпионка мира по рапиду (2021), вице-чемпионка мира по рапиду (2012, 2014, 2016) и блицу (2021, 2023). Чемпионка Европы по рапиду (2015, 2019) и блицу (2001, 2017, 2019, 2023).
В составе сборной России — трёхкратная победительница Олимпиад (2010—2014) и онлайн-олимпиад (2020, 2021), пятикратная победительница командного чемпионата Европы (2007—2017), двукратная победительница (2017, 2021) и четырёхкратный призёр (2011—2019) командных чемпионатов мира.

## Биография

### Детство

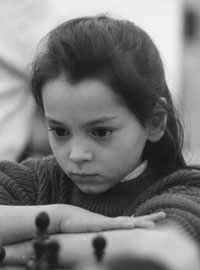
В детстве

Родилась в Перми, там служил её отец Константин Костенюк — заслуженный тренер России, который в детстве занимался с ней шахматами. В 1984 году отец поступил в Академию имени Жуковского, семья в 1985 году тоже переехала в Москву. Позже он решил пожертвовать своей карьерой, чтобы больше заниматься шахматами с дочерью.
Мать работала в детском саду и получала небольшую зарплату, на которую прожить было невозможно, особенно в 1990-е годы. Однажды отец сходил в казино и выиграл 1500 долларов, которых хватило для поездки дочери на турнир.
Костенюк научилась играть в шахматы в 5 лет, в 7 лет выиграла детский чемпионат Москвы, спустя год начала обыгрывать отца. В начале 1990-х годов играла на деньги с прохожими. В 1994 году выиграла чемпионат Европы до 10 лет и заняла 2-е место на чемпионате мира, позже стала чемпионкой мира до 12 лет. В 1997 году стала самым молодым международным мастером среди женщин, в 1998 году на Олимпиаде ей было присвоено звание гроссмейстера среди женщин.
Увлекалась футболом, плаванием, карате, бадминтоном и шейпингом. Училась в школе до 7-го класса, последние 3 года заканчивала экстерном. В 15 лет поступила в Российский государственный университет физкультуры и спорта, окончила его в 2003 году.

### Карьера
В 2000 году заняла 2-е место на чемпионате России среди женщин. В 2001 году стала вице-чемпионкой мира по блицу, проиграв в финале Чжу Чэнь.
В 2004 году Костенюк стала чемпионкой Европы — показала перфоманс выше 2600, и за это ей было присвоено звание гроссмейстера. В том же году заняла 2-е место на чемпионате России среди женщин, а год спустя выиграла его.

В августе 2006 года стала 1-й чемпионкой мира по шахматам Фишера — обыграла в финале лучшую шахматистку Германии Элизабет Петц со счётом 5½-2½. В 2008 году защитила титул, выиграв у Екатерины Лагно со счётом 2½-1½.

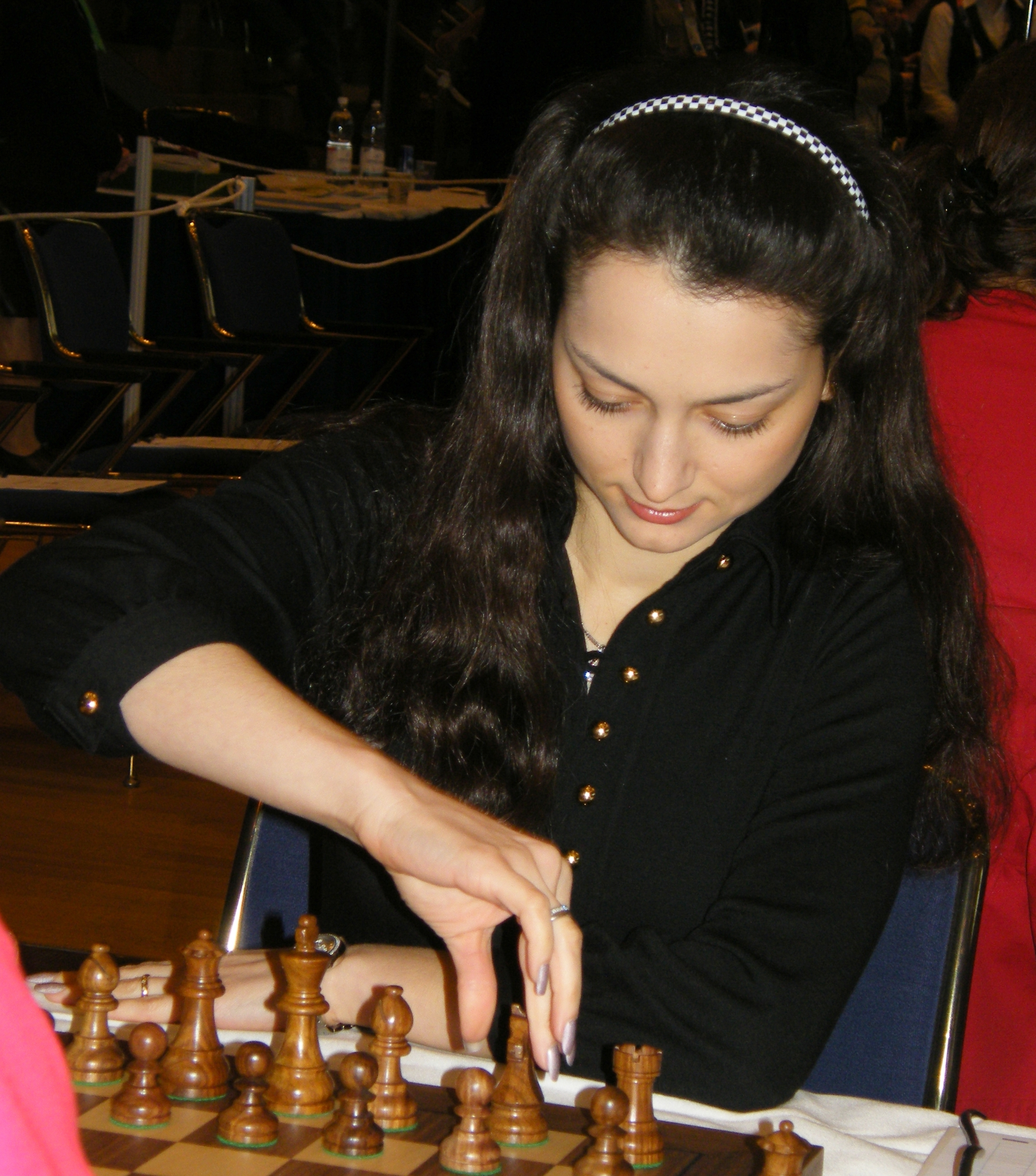
На Олимпиаде 2008

В 2008 году победила в финале чемпионата мира 14-летнюю Хоу Ифань и стала 12-й чемпионкой мира. Позже одержала победу в блицтурнире в рамках Интеллектуальных игр. В 2010 году Костенюк лишилась титула чемпионки мира, проиграв 3-м раунде чемпионата мира будущей финалистке Жуань Люфэй. Её преемницей стала Хоу Ифань.
В 2011 году поступила на 1-й курс магистратуры Московской государственной академии физической культуры по основной образовательной программе «Концепции и технологии интеллектуальных игр».
Костенюк имеет гражданство России и Швейцарии. В 2011 году выиграла чемпионат Швейцарии среди женщин, в 2012 году завоевала 3-е место в мужском первенстве, а в 2013 году впервые в истории страны выиграла его.
В 2016 году во второй раз стала чемпионкой России. Ещё раз выиграла Интеллектуальные игры в Пекине.
На чемпионате мира 2018 в полуфинале уступила будущей чемпионке Цзюй Вэньцзюнь.
В мае 2019 года победила со счётом 20-8 Анну Затонских в онлайн-чемпионате по скоростным шахматам на Chess.com. В декабре разделила 1-е место во 2-м этапе Гран-при ФИДЕ 2019–2020 среди женщин в Монако, а также заняла 2-е место на Всемирном женском саммите Belt and Road World Chess Woman, уступив Хоу Ифань. На Интеллектуальных играх в блицтурнире разделила 1-2 места с Лэй Тинцзе.
На чемпионате России 2020 года заняла 3-е место.

В 2021 году выиграла 1-й Кубок мира среди женщин. Все свои матчи выигрывала без тай-брейка, а в финале победила Александру Горячкину. Квалифицировалась на турнир претенденток, но в 1-м раунде проиграла Горячкиной. В 3-м раунде Кубка мира 2023 проиграла Теодоре Иняц.

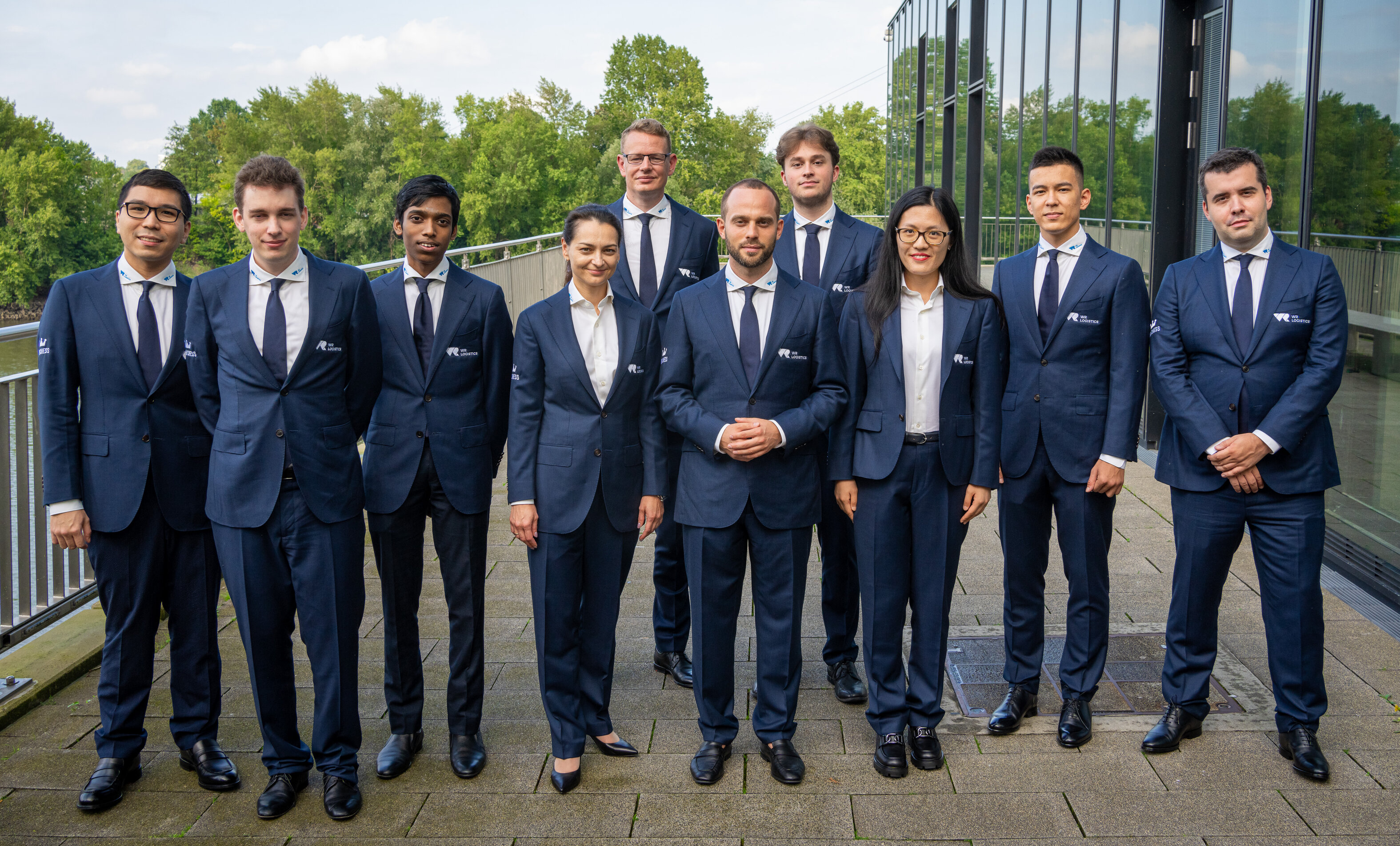
Костенюк с командой WR Chess Team в 2023 году

В составе команды WR Chess Team завоевала золотую медаль на командном чемпионате мира по рапиду в 2023 году, а год спустя — серебряную по рапиду и золотую по блицу.

### Личная жизнь
У Костенюк есть младшая сестра Оксана — мастер ФИДЕ среди женщин (2004). Шахматистки вместе выступают на турнирах. C 2007 года проводила детские международные «Кубки Александры Костенюк», в которых участвовали сотни детей из России и других стран в группах до 6, 8 и 10 лет. Последний турнир прошёл в Сколково в ноябре 2019 года.
Первый муж — швейцарский бизнесмен колумбийского происхождения Диего Гарсес. 22 апреля 2007 года у них родилась дочь Мария. В 2015 году Костенюк вышла замуж за Павла Трегубова.
Регулярно играет в теннис, бегает кроссы и принимает участие в марафонах. В 2017 году пробежала марафон в Париже с результатом 4 часа и 8 минут.
Костенюк была моделью, в 2003 году снялась в российской мелодраме «Благословите женщину».
Член партии «Единая Россия» с 2009 года. В начале марта 2022 года выступила против вторжения России на Украину, подписав открытое письмо 44 шахматистов Владимиру Путину. Член шахматного клуба «Champions for Peace».
В конце 2022 года стало известно, что с 1 января 2024 года Костенюк будет выступать за Швейцарию.

## Награды
- Медаль ордена «За заслуги перед Отечеством» I степени (25 октября 2014) — за большой вклад в развитие физической культуры и спорта, высокие спортивные достижения на XXXXI Всемирной шахматной олимпиаде в городе Тромсё (Норвегия)[68].

## Книги
- А. Костенюк. Как стать гроссмейстером в 14 лет. — Москва: ЭПИцентр, 2001. — 208 с. — ISBN 978-5-907002-47-0.
- А. и Н. Костенюк. Как научить шахматам: дошкольный шахматный учебник. — Москва: Russian Chess House, 2008. — 142 с. — ISBN 978-5-94693-085-7..
- А. Костенюк. Дневники шахматной королевы. — Москва: Quality Chess, 2009. — 302 с. — ISBN 9785911480127.
- А. Костенюк. Шахматные прописи для самых умных ребят. — Москва: Дайв, 2015. — 96 с. — ISBN 978-5-990282-54-4.
- А. Костенюк. Играй, как я! Как стать гроссмейстером в 14 лет. — Ростов-на-Дону, 2020. — 222 с. — ISBN 978-5-907002-47-0.